# Foaia românească
Foaia românească este săptămânalul românilor din Ungaria. Apare la Jula (Gyula).
Primul număr al revistei românilor din Ungaria, care atunci se numea "Libertatea Noastră" a apărut pe 1 iunie 1950.
Revista apare fără întrerupere începând de la 15 ianuarie 1951.
Foaia românească are cea mai lungă tradiție dintre publicațiile românești din Ungaria de azi, apărând din anul 1951 și fiind publicația tuturor românilor din Ungaria. Revista a fost, de-a lungul celor peste 65 de ani de apariție, principalul organ de presă care a dus la afirmarea intelectualilor români din Ungaria, a fost gazeta de afirmare culturală și literară a creatorilor români din Ungaria. Foaia românească informează și propune dezbateri ample asupra problematicii situației limbii române în comunitate, având și rubrici de îmbunătățire a limbii, punând accentul cu regularitate prin scrieri și articole pe importanța îngrijirii limbii materne a comunității românești.